# Paphiopedilum grussianum
Paphiopedilum grussianum là một loài thực vật có hoa trong họ Lan. Loài này được H.S.Hua mô tả khoa học đầu tiên năm 1998.